# Aleko Prodani
Aleko Prodani (ur. 19 maja 1938 w Korczy, zm. 8 marca 2006 tamże) – albański aktor, reżyser i artysta estradowy. 

## Życiorys
Był synem urzędnika państwowego z czasów Ahmeda Zogu. W 1956 ukończył szkołę pedagogiczną w Elbasanie i został skierowany do pracy w szkole wiejskiej w rejonie Moglicë, a następnie w mieście Maliq. W Maliqu założył szkolny zespół teatralny. Należał do grona założycieli Wojskowego Zespołu Estradowego Armii Albańskiej, występując z  nim razem przez okres sześciu lat, a następnie w roku 1990 skierowano go na stanowisko dyrektora Teatru Estradowego w Korczy. Sukces teatru sprawił, że artyści z Korczy regularnie występowali w programach noworocznych wyświetlanych przez telewizję albańską, do których Prodani pisał teksty. Estradą w Korczy kierował do roku 1995. Ostatnie lata swojej kariery spędził na scenie Teatru Andona Zako Çajupiego w Korczy, pisząc teksty i występując w sztukach komediowych. Zmarł na atak serca na scenie, w czasie premiery sztuki Trzy kobiety dla jednego mężczyzny, na motywach dramatu Dario Fo (grał w nim rolę Aldo).
W latach 1978 i 1994 był wybierany najlepszym aktorem estradowym Albanii. W 1992 został uhonorowany przez władze Albanii tytułem Zasłużonego Artysty (alb. Artist i Merituar). W 2002 na festiwalu teatralnym Apollon 2002, odbywającym się w Fierze zdobył nagrodę dla najlepszego aktora.
Wystąpił w pięciu filmach fabularnych. Nie doczekał premiery ostatniego filmu – Kronikë provinciale.
W życiu prywatnym był żonaty (żona Vjollca), miał syna Adriana (jest także aktorem).
Imię aktora nosi festiwal komedii, odbywający się w Korczy, a także jedna z ulic w północnej części tego miasta.

## Role filmowe
- 1986: Dy herë mat jako dyrektor Kopi
- 1987: Zëvendësi i grave jako dyrektor Miti
- 1981: Dashuri me krizma jako ojciec dziewczyny
- 1999: Borxhliu jako Bezhet
- 2009: Kronikë provinciale